# New Museum
El New Museum of Contemporary Art (Nuevo Museo de Arte Contemporáneo) es un museo de arte localizado en el distrito de Lower East Side de Manhattan, Nueva York.

## Historia
Fue fundado el 1 de enero de 1977 por Marcia Tucker, quien fuera anteriormente curadora de arte en el Museo Whitney de Arte Estadounidense. Su primera sede ocupaba una oficina del edificio de Bellas Artes de Nueva York, en el barrio de Tribeca.
En julio del mismo año, el museo mueve sus oficinas y sala de exposiciones al Centro de Graduados del New School for Social Research, y en 1983 se traslada al barrio del SoHo, concretamente al edificio Astor.
En 1999, Marcia Tucker fue sucedida como directora por Lisa Phillips, quien, al igual que Tucker, fuera anteriormente curadora de arte en el Museo Whitney. En 2001 el museo alquiló un espacio en el Chelsea Art Museum para un año.
En 2003, el Museo Nuevo formó una afiliación con Rizoma, una plataforma en línea dedicada al arte global de los nuevos medios. En 2005, encontrándose entre las 400 instituciones de arte más importantes de Nueva York, recibió una subvención del Instituto Carnegie, gracias a una donación del entonces alcalde de Nueva York, Michael Bloomberg.

### Nueva sede
El 1 de diciembre de 2007 el New Museum reabrió sus puertas en el barrio de Bowery, entre las calles Stanton y Rivington. Los siete pisos del edificio fueron diseñados por la firma de arquitectos con sede en Tokio SANAA, y el estudio neoyorquino Gensler.
El diseño de SANAA fue elegido por su concordancia con la misión del museo: la flexibilidad del edificio y su atmósfera cambiante en correspondencia con la naturaleza siempre cambiante del arte contemporáneo. Su audaz decisión de poner una pila de cajas blancas en el barrio de Bowery y su éxito para lograr una armoniosa relación simbiótica entre los dos manifiestan la coexistencia de diferentes dinámicas de la energía de la cultura contemporánea.
En abril de 2008, el nuevo edificio del museo fue nombrado uno de las Siete Nuevas Maravillas del Mundo por Condé Nast Traveler.
Este nuevo emplazamiento dispone de una galería y de un espacio para eventos, además de un Centro de Recursos con libros y ordenadores para acceder a su archivo digital, el cual proporciona accesibilidad a fuentes primarias de exposiciones, publicaciones, y programas. El archivo contiene tanto materiales escritos como visuales para que artistas e investigadores puedan acceder a la información sobre diferentes artistas, curadores y organizaciones conectadas a nuevas exposiciones del museo, así como performances y publicaciones del mismo.

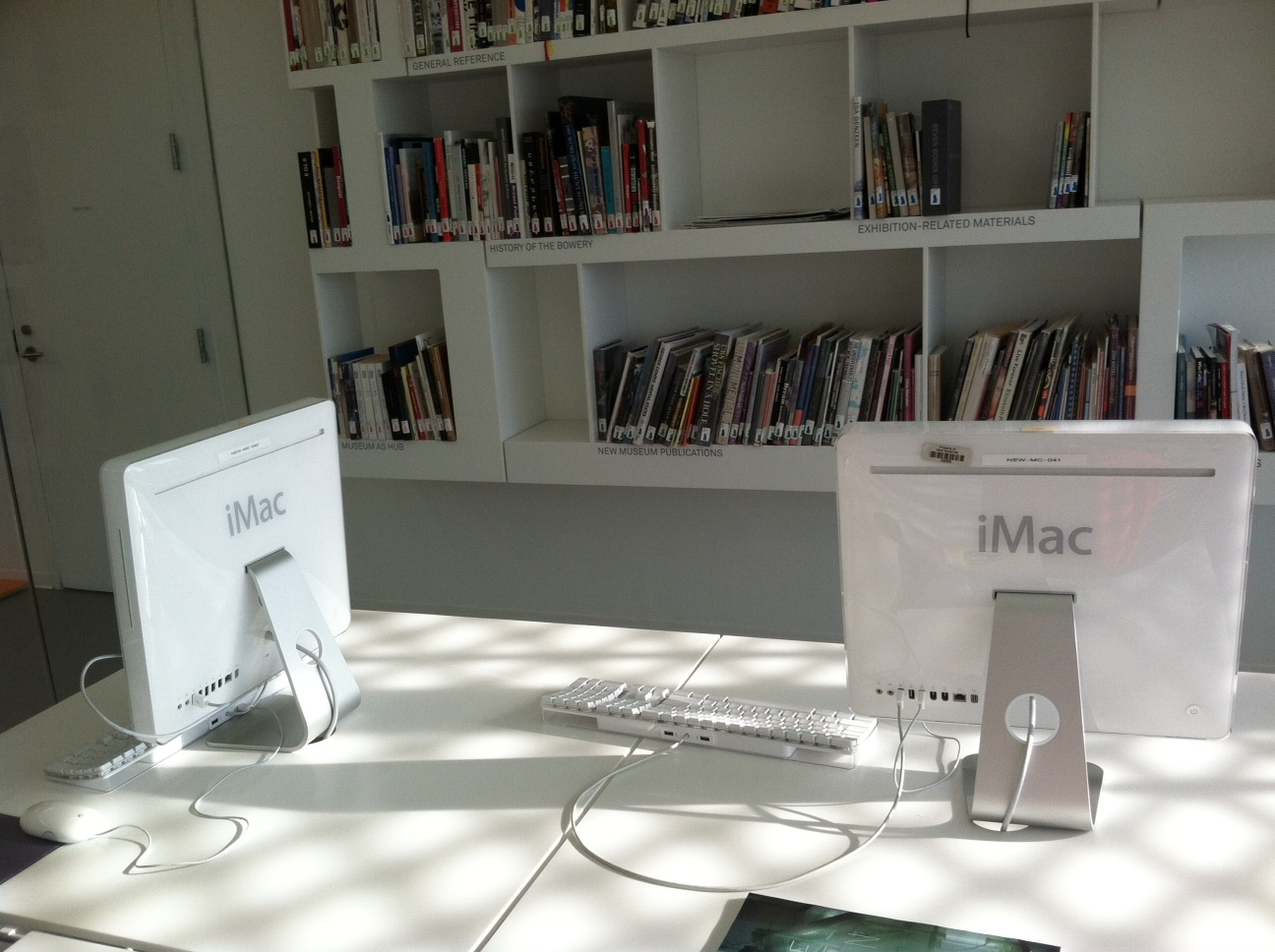
Centro de recurso

## Colección
Cuando fundó el museo, Marcia Tucker decidió comprar y vender 10 años más tarde para que su colección fuera siempre nueva. Fue un plan innovador que nunca se llevó a cabo. En 2000, el museo aceptó su primera donación corporativa de obras de arte. El museo ahora tiene una colección modesta de cerca de 1.000 trabajos en muchos medios. En 2004 unió sus fuerzas con el Museo de Arte Contemporáneo de Chicago y el Hammer Museum de Los Ángeles para recaudar $ 110,000 de dos fundaciones - $ 50,000 de la American Center Foundation y $ 60,000 de la Fundación de la Familia Peter Norton - para ayudar a pagar la comisión, compra y exhibición del trabajo de jóvenes artistas emergentes.
Desde sus inicios el museo ha tenido la misión de desafiar la rígida institucionalización del museo de arte. Sus contribuciones se sustentan en exhibir nuevas propuestas que conecten con el público y liberen al museo de su visión elitista.

## Exposiciones y la Trienial

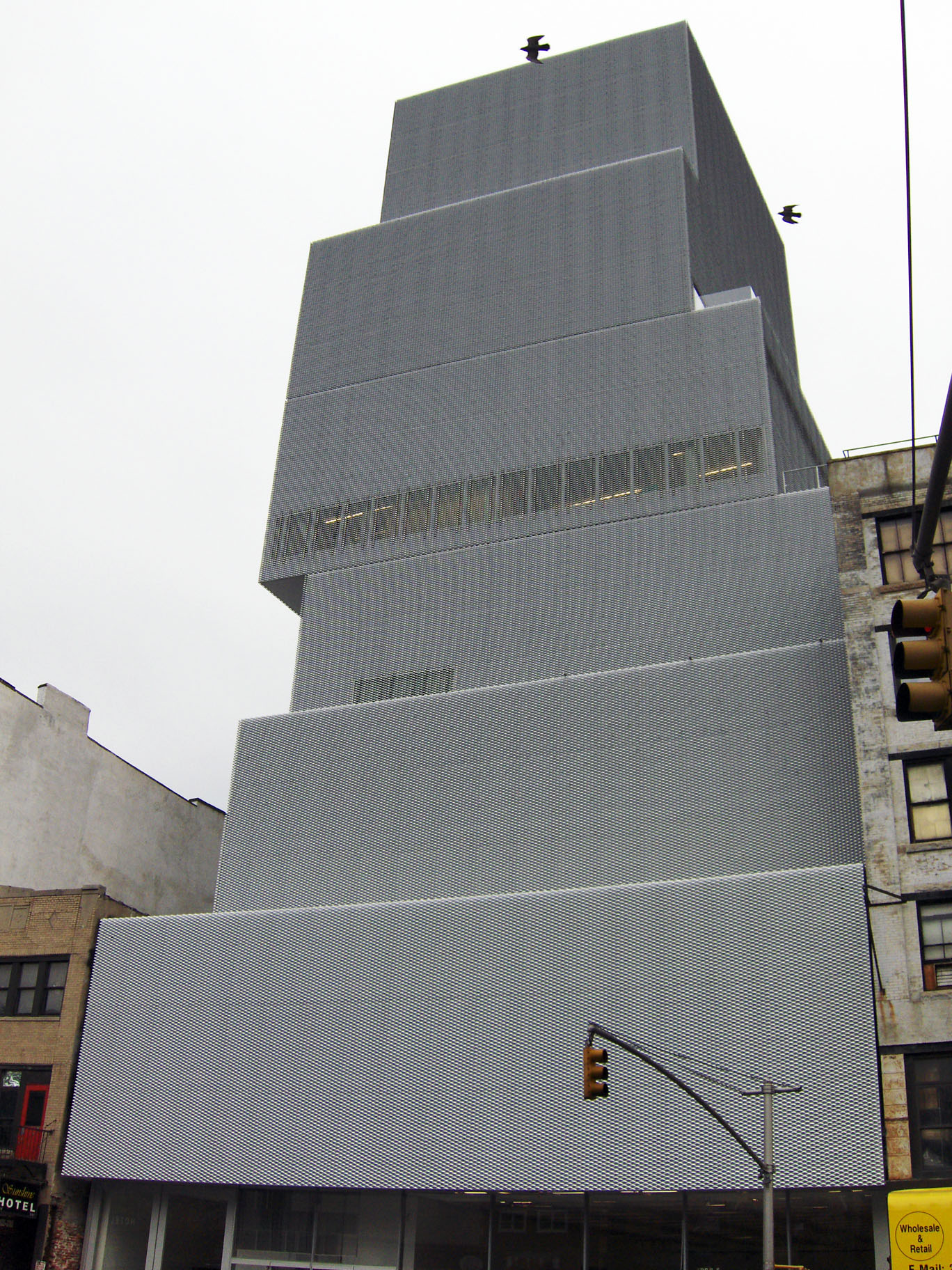
Otra vista del frente de Calle de Príncipe

El museo presenta el trabajo de artistas poco reconocidos, y ha montado ambiciosas encuestas de figuras importantes como Ana Mendieta, William Kentridge, David Wojnarowicz, Paul McCarthy y Andrea Zittel antes de que recibieran un amplio reconocimiento público. En 2003, el New Museum presentó la prestigiosa exposición Black President: The Art and Legacy de Fela Anikulapo-Kuti.
Continuando con su foco de exhibición de artistas emergentes internacionales, el museo organizó la muy discutida y visitada exposición, The Generational: "Younger Than Jesus" comisariada por Massimiliano Gioni, en 2009 que se convirtió en la primera edición de su serie de exposiciones la "Trienal del New Museum".  Posteriormente el museo celebró la segunda y tercera ediciones de su Trienial, respectivamente; "The Ungovernables" (2012 – comisariado por Eungie Joo) y la muy alabada "Surround Audience" (2015 – comisariado por Lauren Cornell y Ryan Trecartin).
Promovida dos veces desde que se unió al New Museum en 2011, Margot Norton ha organizado exposiciones, entre ellas la ganadora del Premio Turner Laure Prouvost y el solo del museo de Judith Bernstein.
El museo anunció un espectáculo de verano, planificado para abrir el 20 de julio de 2016, llamado "The Keeper".  Con un sinnúmero de objetos de diferentes coleccionistas presenta lecciones sobre el proceso de recolección.

### Exposiciones pasadas
- Pipilotti Rist: Pixel Forest (10/26/16 – 01/15/17)
- My Barbarian: The Audience is Always Right (09/28/16 – 01/08/17)
- Surround Audience triennial (02/25/15 – 05/24/15)
- Night and Day: Chris Ofili (10/29/14 – 02/01/15)
- Lili Reynaud-Dewar: LIVE THROUGH THAT?! (10/15/14 – 01/25/15)
- Here and Elsewhere (7/16/14-9/28/14)
- Pawel Althamer: The Neighbors (2/12/14-4/13/14)
- Laure Prouvost: For Forgetting (2/12/14-4/13/14)
- Report on the Construction of a Spaceship Module (1/22/14-4/13/14)
- Occupied Territory: A New Museum Trilogy (1/22/14-4/13/14)
- Chris Burden: Extreme Measures (10/2/13-01/12/14)
- Ghosts in the Machine (7/18/12-9/30/12)
- The Ungovernables triennial (2/15/12-4/22/12)
- Carsten Höller: Experience (10/26/11-01/22/12)
- Ostalgia (7/7/11-9/2/11)
- Rivane Neuenschwander: A Day Like Any Other (6/23/10-9/19/10)
- Younger than Jesus triennial (4/8/09-7/12/09)
- Live Forever: Elizabeth Peyton(10/8/08-1/11/09)
- Unmonumental: The Object in the 21st Century (12/1/07-3/30/08)
- "Bad" Painting (14/1/1978-28/02/1978)

## Otros programas
En 2008, la galerista Barbara Gladstone inició la formación del Stuart Regen Visionaries Fund en el New Museum, establecido en honor de su difunto hijo y renombrado comerciante de arte. El regalo fue concebido para apoyar una nueva serie de conferencias y presentaciones públicas de visionarios culturales, la Serie Visionaries, que debutó en 2009 y cuenta con destacados pensadores internacionales en los campos del arte, la arquitectura, el diseño y la cultura contemporánea; Los oradores anteriores han incluido a Alice Waters y Jimmy Wales.
NEW INC, la primera incubadora dirigida por museos, es un espacio de trabajo compartido y un programa de desarrollo profesional diseñado para apoyar a los profesionales creativos que trabajan en las áreas de arte, tecnología y diseño. Concebida por el New Museum en 2013, la incubadora es una plataforma sin ánimo de lucro que promueve el compromiso continuo del museo con las nuevas ideas. Lanzado en el verano de 2014, NEW INC proporcionará un espacio de colaboración para una comunidad altamente selectiva e interdisciplinaria de cien miembros para investigar nuevas ideas y desarrollar una práctica sostenible. Los miembros de NEW INC incluyen a Erica Gorochow, a Anders Sandell, a Lisa Park, a Kevin Siwoff, a Kunal Gupta, a Justin Cono, a Jonathan Harris, a Joe Doucet, a Greg Hochmuth, a Luisa Pereira, a Nitzan Hermon, a Tristan Perich, a Sougwen Chung, a Philip Sierzega, a Paul Soulellis, a Charlie Whitney, a Binta Ayofemi y a Emilie Baltz.
IDEAS CITY explora el futuro de las ciudades de todo el mundo con la creencia de que el arte y la cultura son esenciales para la vitalidad de la metrópolis de hoy, haciendo que sea un lugar mejor para vivir, trabajar y divertirse. Fundada por el New Museum en 2011, IDEAS CITY es una importante iniciativa de colaboración entre cientos de organizaciones artísticas, educativas y comunitarias que consta de dos componentes distintos: el festival bienal IDEAS CITY en Nueva York y las Conferencias Globales IDEAS CITY en centros urbanos clave alrededor del mundo. 

## Administración

### Financiación
En 2002, el New Museum vendió su casa anterior en el Soho por 18 millones de dólares. Posteriormente compró el nuevo sitio en el Bowery por 5 millones de dólares. Con el fin de cubrir el edificio y la dotación, se elevó un estimado de 64 millones de dólares.

### Consejo de Administración
Desde que asumió el cargo, la directora Lisa Phillips amplió el número de miembros del consejo a 42 de 18. A partir de 2015, incluye a los coleccionistas Maja Hoffmann, Dakis Joannu, Eugenio López Alonso y Leonid Míjelson, entre otros.